# سفارة بولندا في المجر
سفارة بولندا في المجر هي أرفع تمثيل دبلوماسي لدولة بولندا لدى المجر. تقع السفارة في Terézváros ‏ وهي تهدف لتعزيز المصالح البولندية في المجر.

## وصلات خارجية
- الموقع الرسمي
- قائمة سفارات بولندا
- قائمة السفارات في المجر